# Castellani-Maler (attischer Vasenmaler)

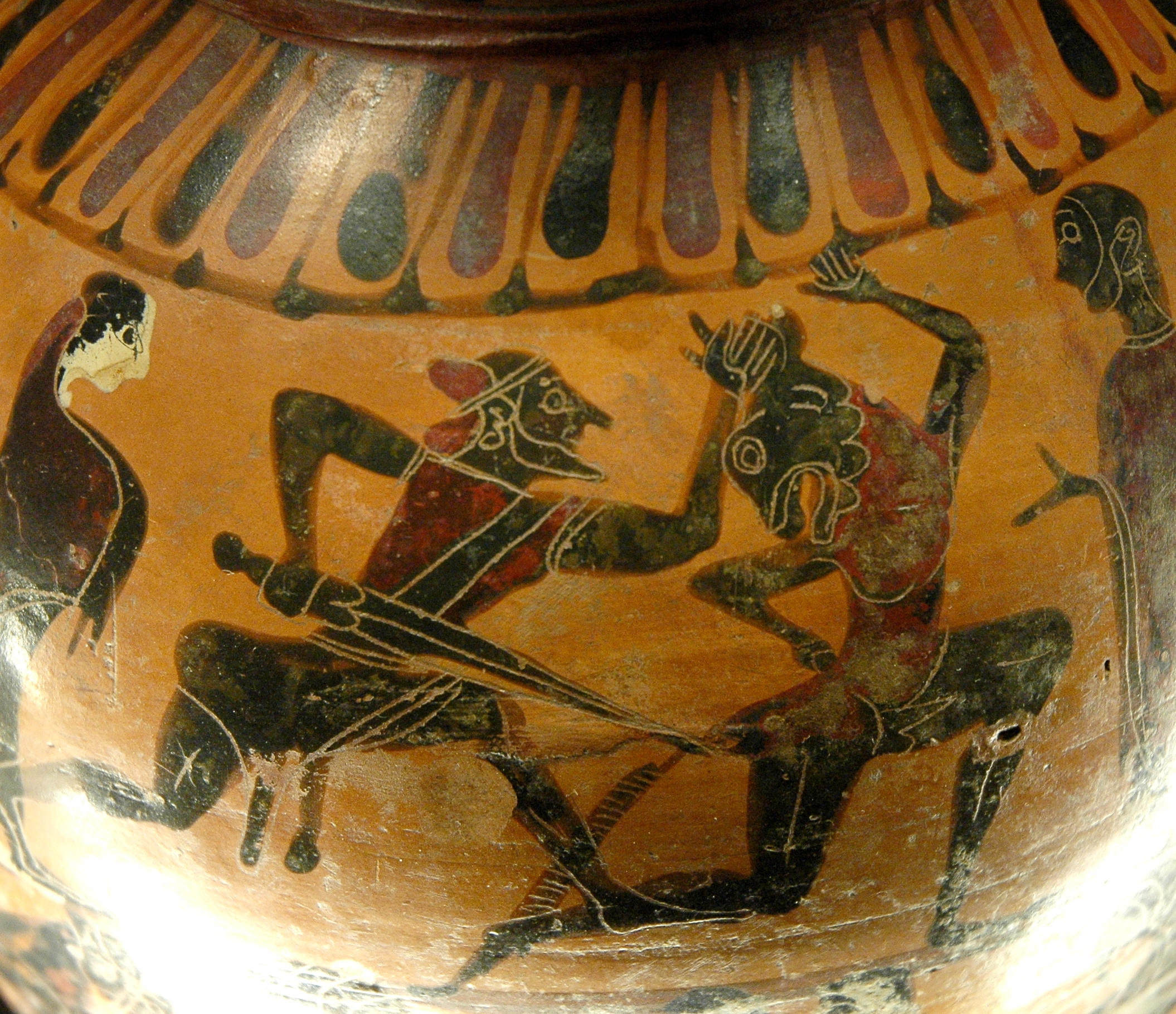
Theseus tötet den Minotauren, ca. 575–550 v. Chr., heute im Louvre

Der Castellani-Maler ist ein attischer Vasenmaler des schwarzfigurigen Stils. Seine Schaffenszeit wird in das zweite Viertel des 6. Jahrhunderts v. Chr. angesetzt.
Bekannt ist der Castellani-Maler vor allem für seine Zeichnungen auf Tyrrhenischen Amphoren, er gilt als bedeutendster Maler dieser Vasengattung. Er ist bekannt für die Verwendung eines Pflanzenfrieses oberhalb von zwei Tierfriesen und seine humorvolle Darstellung großköpfiger Menschen und mythischer Wesen. Seinen Notnamen erhielt er, da sich seine Namenvase in der Sammlung Castellani befand.